# Jesús Aguilarte
Jesús Alberto Aguilarte Gámez  (1959-Maracay, Venezuela, 2 de abril de 2012) fue un militar y político venezolano que se desempeñó como el gobernador del estado Apure por los partidos MVR y PSUV entre 1999 y 2000 y entre 2004 y 2011, respectivamente, cuando renunció. Fue asesinado en 2012.

## Biografía
Nacido en Sabaneta del estado Barinas, estudio en la escuela de Oficiales de la Academia Militar, con el grado de capitán el 4 de febrero de 1992 acompañó al golpe de Estado de Hugo Chávez, quien fue conocido con el alias "El coronel Puig" por una representación teatral que hiciera cuando era cadete del segundo año. Gana la gobernación de Apure en 2004 por segunda vez y en 2008 por tercera vez.

## Corrupción
Durante su administración la nómina del Estado Apure paso de 14.000 a 34.000 empleados. En 2008 fue acusado con más de 23 expedientes en la fiscalía por delitos contra la cosa pública. Hubo varios escándalos durante su administración como gobernador de Apure. En febrero de 2011 renuncia a su cargo de gobernador de Apure argumentando "problemas de salud". Un mes antes el presidente Hugo Chávez criticó públicamente su gestión y calificó la situación en el estado de "verdadero desastre". Ramón Carrizalez señaló que en realidad la renuncia de Jesús Aguilarte siguió instrucciones superiores.

## Muerte
Jesús Aguilarte murió en un hospital en Maracay el 2 de abril de 2012, después de resultar herido tras recibir varios impactos de bala durante una situación irregular en un restaurante de comida rápida de la avenida Las Delicias el 24 de marzo en Maracay. Carlos Peñaloza Zambrano especulo con que su asesinato junto al del general de brigada Wilmer Moreno ocurrido por las mismas fechas tuvo que ver con el narcotráfico. Por el crimen fueron arrestados Alias “El Renzo”, “El Unai” y “El Júnior” quienes fueron llevados al Centro penal de Tocuyito, mientras que a “El Ferry”, “El Espartaco” y “El Chuy” los enviaron a la Penitenciaría General de Venezuela.

## Condecoracionesalias
- En 2008 fue condecorado con la Orden 4 de febrero.[2]